# Musée d'histoire naturelle de Bâle
Muséum de Bâle
Le musée d'histoire naturelle de Bâle, aussi muséum de Bâle, appelé en allemand Naturhistorisches Museum Basel, est un musée d'histoire naturelle, situé dans la ville de Bâle, en Suisse.
Fondé en 1821, il abrite diverses collections principalement issues des domaines de la zoologie, de l’entomologie, de la minéralogie, de l’anthropologie, de l’ostéologie et de la paléontologie. Sa mission est d’élargir, de conserver, d’explorer, de documenter et de faire découvrir les 7,7 millions d’objets considérés comme « archives de la vie ». Le Musée présente régulièrement des expositions spéciales portant sur des thèmes actuels et propose manifestations, visites guidées et excursions. Il participe par ailleurs à différents projets de recherche nationaux et internationaux.

## Histoire
Étant en premier un lieu un cabinet de curiosités en 1661, il est ensuite devenu un musée en 1821, situé dans la vieille ville de Bâle, dans le bâtiment Berri.

## Collections
Le Museum comporte environ 7,732 millions d'objets, toutes collections confondues sur une surface totale de dépôt de 4 100 m2, 3 000 pour les expositions dont 450 pour les temporaires :
- Fossiles d’animaux vertébrés env. 600 000 spécimens
- Fossiles d’invertébrés env. 3 280 000 spécimens
- Anthropologie env. 10 000 spécimens
- Insectes env. 1 750 000 spécimens
- Coléoptères (collection Frey) env. 1 675 000 spécimens
- Minéraux env. 125 000 spécimens
- Zoologie env. 292 000 spécimens
- La momie d'Anna Catharina Bischoff est conservée et examinée. Elle a été découverte en 1975 lors de fouilles effectuées dans la Barfüsserkirche.
- Le squelette de Théo, le fumeur de pipe. Il a été découvert en 1984 près de l'église St. Théodor.

## Expositions permanentes
Les objets sont organisés par thèmes :
- Pinson & étourneau (les oiseaux de la Suisse)
- Ours & lynx (les mammifères de la Suisse)
- Or & rubis (les minéraux du monde)
- Pyrite & cristaux de quartz (les minéraux de la Suisse & de la région)
- Ours des cavernes (du Jura)
- Ammonite & bélemnite (les fossiles de la région)
- Feu & eau (la dynamique de la terre)
- Dinos & sauriens (les dinosaures et leur environnement)
- Mammouth & tigre à dents de sabre (l’histoire des mammifères)
- Seiche & papillon (les animaux invertébrés)
- Poisson & grenouille (les poissons, reptiles & amphibiens de la Suisse)
- Colibri & cacatoès (les oiseaux du monde)
- Couagga & dodo (les espèces menacées et disparues)
- Protée & chauve-souris (le monde des cavernes)

## Expositions temporaires
- Mumien, 2016/2017
- Les mouches, 2008/2009
- Animatus. Exposition des œuvres de l'artiste sud-coréen Hyungkoo Lee : Les squelettes des personnages de dessin animé, août 2008
- La mer profonde, 2007/2008
- Diversité de la vie – les réseaux de la nature, 2006/2007
- Energie géothermique, 2005/2006
- Le monde des pingouins, 2004/2005
- Soie de moule – fils d’or des fonds sous-marins, 2004
- Dinosaures, 2003/2004
- Requins – chasseurs chassés, 2003
- La terre tremble – même chez nous, 2002